# Batalha de Tesneste
A Batalha de Tesneste foi um confronto armado ocorrido em 1514 perto da cidade de Tesneste no sul de Marrocos, envolvendo forças portuguesas apoiadas por auxiliares berberes, contra as forças marroquinas sob o xerife Sádida Abu Abdallah al-Qaim. Os portugueses venceram e a vila de Tesneste foi saqueada e arrasada.

## A batalha
Em 1513, a cidade costeira marroquina de Azamor foi conquistada por uma grande frota portuguesa sob o comando do Duque de Bragança. Ainda nesse mesmo ano, várias povoações nas margens do rio Morbeia passaram-se para o lado dos Portugueses, ao passo que outras que não o haviam feito, como Bencafiz e Tafuf foram devastadas pelos portugueses, tendo estes capturado muitos prisioneiros e amplos despojos de guerra, como gado de várias espécies. 
Tesneste era a principal povoação na região de Hea, que na época compreendia também o distrito de Shiadma.  Era uma cidade amuralhada contendo cerca de 3.000 habitantes, numerosas mesquitas, artesanato, um bairro judeu com 100 casas e um hospital para os pobres.  Era a residência do xerife saadiano Mohammed ibn Ahmed e seus dois filhos, que na cidade haviam construído um palácio.  Representava uma ameaça para as cidades portuguesas de Azamor e Safim a 22 léguas de distância, pelo que o governador português de Safim Nuno Fernandes de Ataíde determinou atacá-la. 
Para o ataque projectado foram reunidos 100 a 400 cavaleiros portugueses e uma força auxiliar de 2,000 a 3.000 cavaleiros muçulmanos e 700 árabes a pé sob o comando do chefe dos mouros de pazes, Yahya ben Tafuft.

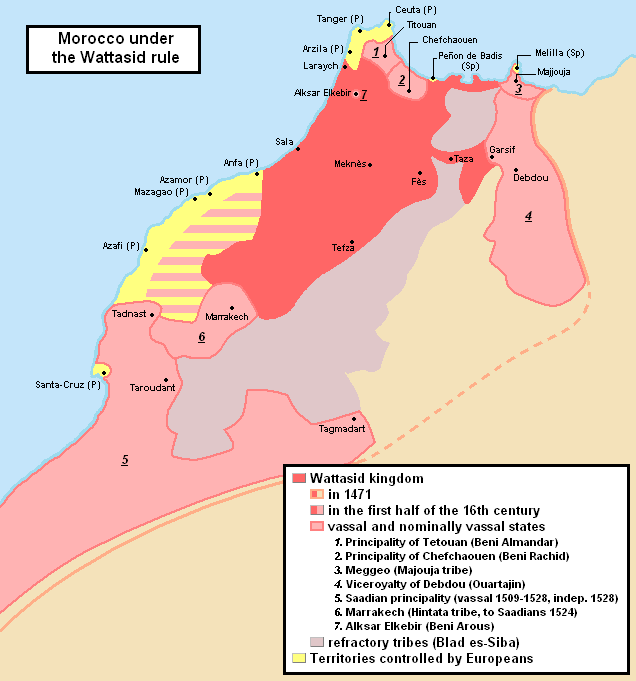
Marrocos na primeira metade do século XVI.

Ciente da aproximação dos portugueses, o Xerife Abu Abdallah al-Qaim saiu a campo com 4000 cavaleiros e combateu Ataíde e Ben Tafuft a oito léguas de Safim, porém foi derrotado, tendo Yahya Ben Tafuft tomado a vanguarda e a iniciativa da batalha. 

## Consequências
Após a batalha, os habitantes de Tesneste abandonaram a cidade e fugiram para as montanhas, marchando dali para Marraquexe, deixando para trás vasto despojo que foi capturado por Ataíde e Ben Tafuft. O capitão de Azamor Dom João de Meneses reuniu-se depois com Ataíde com 720 cavaleiros e 1000 homens a pé.  A cidade e as suas muralhas foram arrasadas e Ataíde negociou um tratado com os habitantes da região.
Tesneste era a mais importante de todas as pequenas cidades marroquinas e, embora a vila tenha sido reconstruída em 1516, não voltou mais a ser referida nos registos históricos nos séculos seguintes após o ataque português.  Mais tarde foi reconstruída e repovoada por judeus. 